# Qyaram Sloyan
Qyaram Qyalashi Sloyan (em armênio/arménio:  Քյարամ Քյալաշի Սլոյան; 27 de Abril de 1996 – 2 de Abril de 2016) era um soldado do Exército de Defesa do Nagorno-Karabakh que foi ferido, capturado e decapitado pelo exercito das forças armadas de Azerbaijão  durante a Guerra de Quatro dias de Karabakh iniciada por Azerbaijão em  01.04.2016. Qyaram  foi ferido na manhã de 02 de April de 2016 na linha de frente de Nagorno-Karabakh enquanto lutava contra os soldados de Azerbaijão e Turquia debaixo do comando do Comandante do Exército de Defesa do Nagorno-Karabakh Armenak Urfanyan no posto da vila de Talish da região Martakert. Qyaram foi capturado e decapitado, um vídeo semelhante aos da ISIS imediatamente surgiu e foi publicado no Portal Russo VKontakte.  Ele foi postumamente premiado com o título Herói de Nagorno-Karabakh pelo Presidente de Nagorno-Karabakh em Abril de 2016.

## Biografia
Qyaram Sloyan nasceu em Artashavan, uma vila da Provincia Aragatsotn da Armênia em 27 de Abril de 1996, em uma família com origem Yazidi, um grupo étnico-religioso Curdo, etinicidade histórica que habita nas terras da Republica da Armênia desde os tempos antigos. Yazidis tem sempre sido uma parte integral historia da Armênia e também será Qyaram Sloyan, que se juntou ao auto-determinado Exercito de defesa de Nagorno-Karabakh junto com mais 100 Yazidis na idade de 18 anos. Mesmo sendo nativo da Provincia de Aragatsotn da Armênia Qyaram deixou sua casa paterna para proteger seu país dos possíveis ataques das Forças armadas de Azerbaijão para com Nagorno-Karabagh e conduzir seu serviço militar nas áreas de Martakert na linha de frente entre Azerbaijão e Nagorno-Karabakh. Qyaram nasceu em uma família extremamente pobre, onde nem sua mãe nem seu pai, Qyalash Sloyan, tinha os meios de prover para sua família. Sua família se envolveu na agricultura e cuidado de ovelhas, mas os campos montanhosos da região não permitiram com que eles produzissem muito, o que forçou a família Sloyan a habitar e residir em uma casa sem utilitários. Seu pai, Qyalash, participou em atividades militares em 1994 e foi premiado como herói da Guerra de Nagorno-Karabagh. Qyaram, como todos Yazidis era um seguidor devoto do Yazidismo, uma antiga religião que é estritamente endógama. Ele cresceu como pastor, e devido a falta de infraestrutura na sua vila paternal ele nunca teve a chance de obter educação superior e ter uma carreira própria. Foi criado como um verdadeiro patriota pelo seu país e um homem religioso. Qyaram  foi uma das primeiras vitimas da Guerra de Abril durante a última quarta parte de seu Serviço Militar. Ele foi ferido na manhã de 2 de April, de 2016, enquanto patrulhava a fronteira entre Nagorno-Karabagh e a Republica do Azerbaijão, ele foi capturado, torturado e então decapitado por seu inimigo.

## Morte
Nos dias 1 e 2 de Abril, as Forças Armadas de Azerbaijão começaram com ataques nas posições da Armênia, resultando em vitimas dos dois lados. Naquela manhã Qyaram Sloyan entava na função de patrulhar a fronteira quando o inimigo lançou um ataque militar pesado inesperado nas posições da Armênia. A brigada de Armenak Urfanyan, o comandante de Qyaram Sloyan conseguiu retroceder as forças de Azerbaijão duas vezes, porém o Comandante foi ferido. As forças de Azerbaijão começaram a avançar, Qyaram junto com outros soldados foi ordenado a deixar a frente. No entanto, vendo que seu comandante estava ferido ficou lutando até que foi atingido.   Qyaram foi capturado, torturado e dai decapitado, um vídeo semelhante aos da ISIS imediatamente surgiu e foi publicado no Portal Russo VKontakte Soldados do Azerbaijão que se identificam como membros do movimento turco de direita de guerra os Lobos Cinzentos, um grupo fascista turco, disseram em sua página VKontakte que a decapitação de outro soldado Yezidi era uma vitória sobre os curdos e armênios.

## Memoria
O corpo de Qyaram Sloyan foi levado para sua família sem cabeça e foi enterrado assim. Com a intervenção dos representantes da Cruz Vermelha sua cabeça foi entregue ao seu pai e ele foi sepultado novamente 7 dias depois de seu primeiro funeral.
A família de Qyaram não tinha teto e vivia em condições extremamente pobres. Ele iria fazer 20 anos de idade em um mês após sua morte e Armênia construiu uma casa para a família de Saloyan.
Pouco depois do anúncio de sua morte o Presidente de Nagorno-Karabagh, Bako Sahakyan  postumamente premiou Qyaram Sroyan com a Honra de um Herói de Nagorno-Karabagh por sua bravura.